# Koronowanie podłoża drukowego
Koronowanie podłoża drukowego – jeden z rodzajów aktywowania podłoży drukowych z tworzyw sztucznych, czyli zwiększania ich napięcia powierzchniowego dla potrzeb druku, klejenia, lakierowania i powlekania. Odpowiednie napięcie powierzchniowe (ok. 38 mN/m) jest nieodzowne, aby farba drukowa zwilżała podłoże, co jest warunkiem koniecznym prawidłowego druku.
W urządzeniu do koronowania zwanym skorotronem podłoże drukowe przemieszcza się w pobliżu elektrod pod wysokim napięciem (ok. 15 kV). Między elektrodami powstaje wyładowanie koronowe (stąd nazwa metody), tworzy się plazma, czyli mieszanina gazu z aktywnymi cząsteczkami: jonami, elektronami. Jony uderzając o powierzchnię folii wnikają w nią na głębokość do 0,1 nanometra, wybijają z łańcuchów polimerowych atomy wodoru. Ten rodzaj aktywacji jest stosowany najczęściej, ponieważ jest stosunkowo prostym i tanim sposobem aktywacji dającym kilkumiesięczne efekty. W trakcie przechowywana folia traci własności uzyskane w trakcie aktywacji, przez co proces odbywa się dość często w drukarniach.